# Гребнево (усадьба)

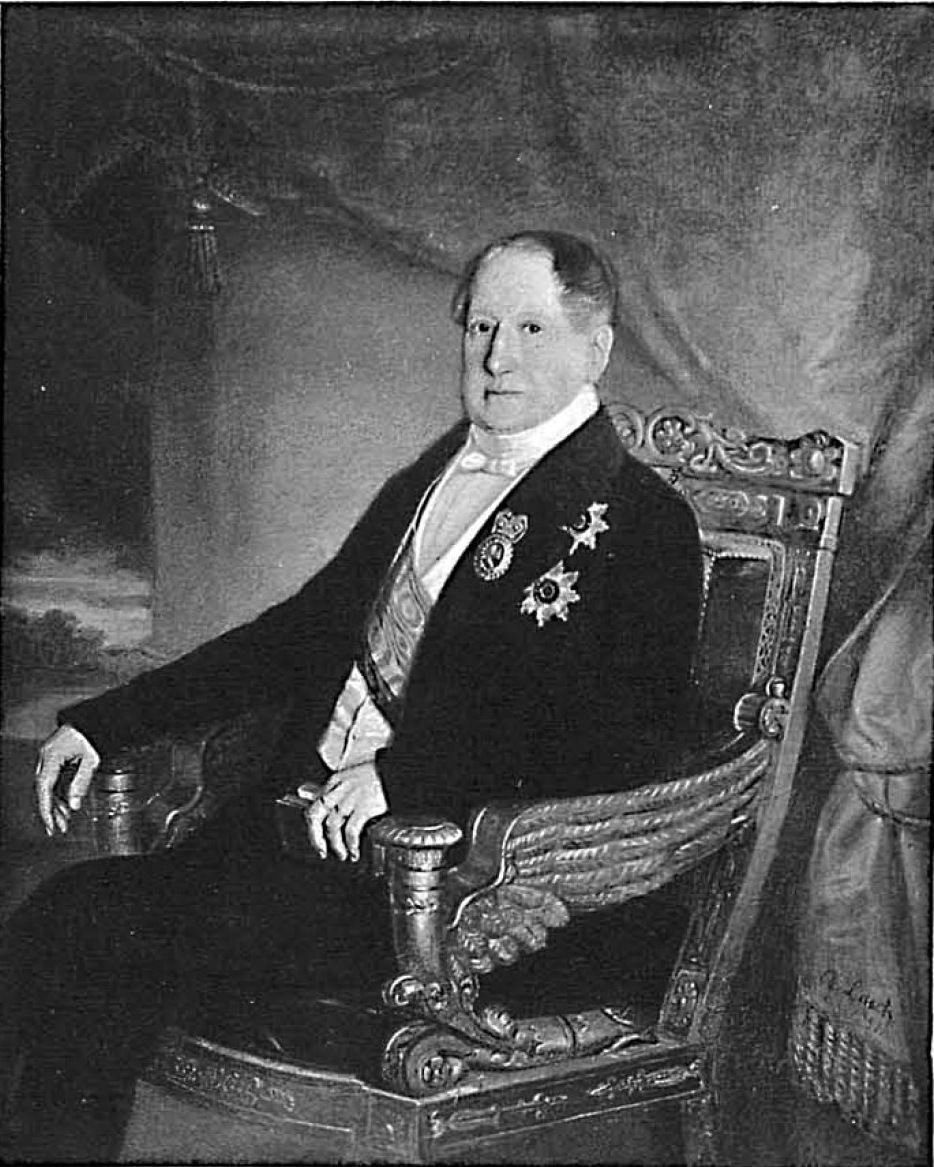
Князь С. М. Голицын, прозванный «последним московским вельможей».

Усадьба «Гре́бнево» — обширный архитектурно-парковый ансамбль, расположенный в 30 км к северо-востоку от МКАД на территории Гребневского сельского поселения Щёлковского района Московской области, в непосредственной близости от подмосковного города Фрязино. Основными постройками усадьба обязана генералу Г. И. Бибикову (шурину М. И. Кутузова) и С. М. Голицыну («последнему московскому вельможе»). Её расцвет пришёлся на эпоху Русского Просвещения.

## История

### Начальный период
История усадьбы прослеживается от XVI века как села Бохова стана Замосковной половины Московского уезда. В писцовых книгах того времени (1584—1586) упоминается принадлежность села Богдану Яковлевичу Бельскому, оружничьему царя Ивана Васильевича. В Смутное время усадьба переходит во владение Воронцовых, бывших её хозяевами ещё до Бельского, а затем — во владение князей Трубецких.
Князь Дмитрий Тимофеевич Трубецкой был сподвижником князя Пожарского, возглавившего первое русское правительство в 1612 году Именно при нём на реке Любосеевке, примыкающей к селу и усадьбе с юга, проводятся большие гидротехнические работы, заключающиеся в строительстве плотины, давшей начало системе Барских прудов, состоящих из водохранилища сложной формы и нескольких живописных островов, частью сохранившихся до наших дней.
В 1720-х годах усадьбой владеет князь Иван Юрьевич Трубецкой, отец Настасьи, второй жены князя Дмитрия Кантемира. Дочь Кантемира от 1-го брака, Мария Кантемир, покупает соседнее с Гребневым Улиткино. 

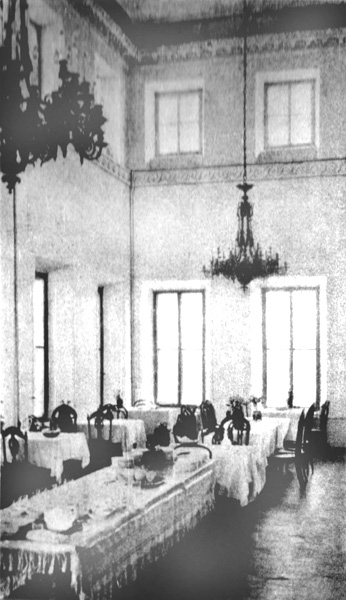
Утраченный интерьер дворца

В 1760 году усадьба перешла княгине Екатерине Дмитриевне Голицыной; с 1772 года ей владела родственница Голицыной — княгиня Анна Даниловна Трубецкая; мать выдающегося поэта XVIII века — Михаила Матвеича Хераскова, создателя грандиозной по размерам поэмы «Россиада».
8 декабря 1769 года 12 крестьян деревни Щёлковой Гребневского имения были записаны в Мануфактур-коллегии как первые законные крестьяне-предприниматели, купившие билеты на станы для шелкоткачества: Тимофей Ефимов, Тимофей Симионов (на 2), Филип Антонов (на 2), Тимофей Петров (на 4), Иван (на 1) и Яким (на 3) Вахрамеевы, Фёдор Андреев, Филипп Тихонов (на 5), Никита Емельянов (на 3), Калина Трофимов (на 3), Иван Борисов (на 2), Фёдор Иванов (на 4).

### Расцвет
С 1781 года усадьба вновь меняет своих владельцев: на этот раз она переходит к Гавриле Ильичу Бибикову через миллионершу Татьяну Яковлевну Твердышеву, его первую жену, купившую Гребнево. Татьяна Яковлевна умерла родами 12 августа 1782 года.  Через некоторое время умер и ребенок. Через год умер отец Татьяны Яковлевны, завещав всё свое состояние зятю. Однако Гаврила Иванович взял себе только седьмую часть, остальное наследство передав племянницам Якова Борисовича Твердышева.
От предыдущего владельца усадьбы Гребнево князя Николая Никитича Трубецкого  остался старинный острог. Бибиков распорядился острог разобрать и пригласил из Военно-инженерного ведомства смотрителем работ Степана Прохоровича Зайцева. В 1786 г. начато строительство летней церкви в честь Гребневской иконы Божьей Матери в память "светлой души Татьяны Яковлевны". Церковь была освящена (по созвучию с названием села) в честь Гребневской иконы Божьей матери, хранившейся в храме Гребневской Божией Матери на Лубянке.
При Бибикове усадьба начинает приобретать вид, дошедший до наших дней: к 1790-м годам возводится главный усадебный дом.
В 1794 году Бибиков заложил в селе Шкинь каменный храм церкви Сошествия Святого Духа, строительство которого было доверено знаменитому архитектору Родиону Родионовичу Казакову (1758—1803). По воспоминаниям внучки, Екатерины Раевской, при жизни  Гаврилы Ивановича и после него вся семья проводила лето в  Гребнево. "Дом там стоял огромный, каменный, окруженный большими садами, среди которых были огромные пруды с некоторыми на них островами, а на островах также были посажены сады и выстроены беседки. Когда приезжали гости из соседства или из Москвы, тогда запрягали линейки, ездили всем обществом по широким дорожкам сада, на пароме переправлялись через пруд и в беседке пили чай".
В 1796 году деревня Щелкова имения Бибиковых Гребнево заняла первое место в Московской губернии по производству крестьянской текстильной продукции, выпустив её на 524,4 тысячи рублей из общего объёма 939 тыс. рублей, а на долю всего имения приходилось 60% крестьянского текстиля губернии.
На рубеже веков Гребнево становится заметным очагом культуры — Бибиков устроил в имении театр, создал балетную труппу и оркестр под руководством талантливого крепостного музыканта Данилы Кашина.
После кончины Г. И. Бибикова в 1803 году его вдова Екатерина Александровна 7 лет поддерживала имение, однако в 1811 году была вынуждена его продать. Из описания видно, какие труды были вложены Бибиковыми: «На двор выездные ворота готические с оградою каменной, на оном дворе главный корпус каменный в 3 этажа гражданской архитектуры с двумя порталами, при коих порталах 12 колонн из белого камня, промежду коих 2 балкона с двумя наружными крыльцами из дикого камня. От палат к двум павильонам галереи, из коих одна покрыта листовым черным железом, а на верху терраса, в оных галереях по прямой линии 26 аркады светлые, куполы по 3 аршин крыты листовым черным железом с пьедесталами и на оных флюгеры из аглицкой белой жести... 3 магазина каменные в 2 этажа готической архитектуры для ссыпки разного хлеба… Флигель людской в саду готической архитектуры... Конюшенный двор, на оном дворе: первое — каменный флигель готической архитектуры для управителя, второе — канцелярия каменная готическая, третье — флигель для конюхов каменный, четвертое — конюшня каменная, пятое — 2 сарая каретных каменных... Сад регулярный и аглицкий, вокруг сада ограда каменная, по углам оного саду 3 башни готические для караульных и поклажи садовых инструментов, покрыты листовым железом. В оном саду китайская беседка, пруд, мыльня деревянная господская с гостинными комнатами...»

### У последнего вельможи
В 1811 году усадьба переходит к Анне Строгановой, сын которой, князь Сергей Михайлович Голицын, начиная с 1817 года, затевает новые масштабные строительные работы. К 1820-30 гг. возводятся два флигеля, парадные въездные ворота, напоминающие триумфальную арку, и зимний Никольский храм, освящённый в 1823 году. Ансамбль усадьбы окончательно приобретает вид, дошедший до наших дней.

### В купеческой собственности
В 1845 году Голицыны продают усадьбу купцу Пантелееву, устроившему в усадьбе купоросный и винокуренный заводы, что привело к гибели интерьеров главного усадебного дома, которые были восстановлены тщаниями следующих владельцев Гребнево — шелкоткацких фабрикантов купцов Кондрашевых, происходивших из крепостных села Фрязино, входившего в Гребневское имение.

### Санаторий
4 октября 1913 года усадьба покупается известным московским врачом Фёдором Александровичем Гриневским, родственником выдающегося русского писателя — Александра Степановича Грина, под филиал его московской лечебницы, помещавшейся в бывшем доме графини Шуваловой, на углу Поварской и Малого Ржевского переулка (ныне концертный зал Московской консерватории). Новое назначение усадьбы — подмосковный санаторий, что приходится как нельзя кстати в связи с началом Первой мировой войны, лишившей московскую интеллигенцию традиционной возможности выехать на отдых за границу.
За четыре месяца в усадьбе были проведены электричество, водопровод от артезианской скважины, паровое отопление, телефон. В большом доме был смонтирован лифт.  Также были оборудованы теннисная площадка, библиотека, водолечебница, комната массажа, гимнастический зал, лаборатория. Для правильного лечебного питания служило хозяйство, где разводили картофель, овощи, получали продукты с молочной фермы и рыбу с гребневских прудов.
Во время войны в санатории принимали беженцев, лечили раненых и попавших под газовые атаки на фронте.
С приходом советской власти усадьба была национализирована, и её будущее претерпело несколько крутых и драматических изменений. С каждым новым зигзагом судьбы Гребнево теряет свой исторический облик: в первую очередь, безвозвратно исчезают внутреннее убранство и интерьеры. В 1919 году в стенах усадьбы устроен санаторий для больных туберкулёзом.
До 1940 года санаторием руководил Вячеслав Николаевич Колеров, здесь работал замечательный врач  Николай Андреевич Зевакин, до приезда в Гребнево содержавший собственный санаторий в Крыму.  В разное время пациентами санатория были вдова известного врача-терапевта Александра Александровича Остроумова — Варвара Сергеевна; финансист и купец, основатель Электростали Николай Александрович Второв, русский ботаник и биохимик, академик Петербургской Академии наук Владимир Иванович Палладин; артист Московского Художественного театра Леонид Миронович Леонидов. 7 июня 1915 года в санатории побывал поэт Константин Дмитриевич Бальмонт. Среди лечившихся в санатории были также супруга генерала Алексея Алексеевича Брусилова, историк, директор Архива министерства юстиции Дмитрий Владимирович Цветаев.

### Смена судьбы
После Великой Отечественной войны в усадьбе располагается Щёлковский техникум электровакуумных приборов, вслед за ним усадьбу занимает НПО «Платан».
В 1960 году Гребнево объявляется памятником архитектуры республиканского значения. Делается несколько попыток реставрации, и к концу 1980-х годов появляется надежда на возрождение усадьбы: на её территории располагается историко-культурный центр, проводятся концерты и выставки картин известных мастеров. Однако в 1991 году, когда реставрация дворца близилась к завершению, при невыясненных обстоятельствах в нём происходит пожар, уничтожающий не только интерьеры, но и перекрытия с крышей, оставляющий лишь голые обожжённые стены… Попытки законсервировать дворец не имели успеха, и к началу XXI века усадьба, пребывая в состоянии крайнего запустения и заброшенности, фактически превратилась в руины.

## Архитектурный ансамбль усадьбы

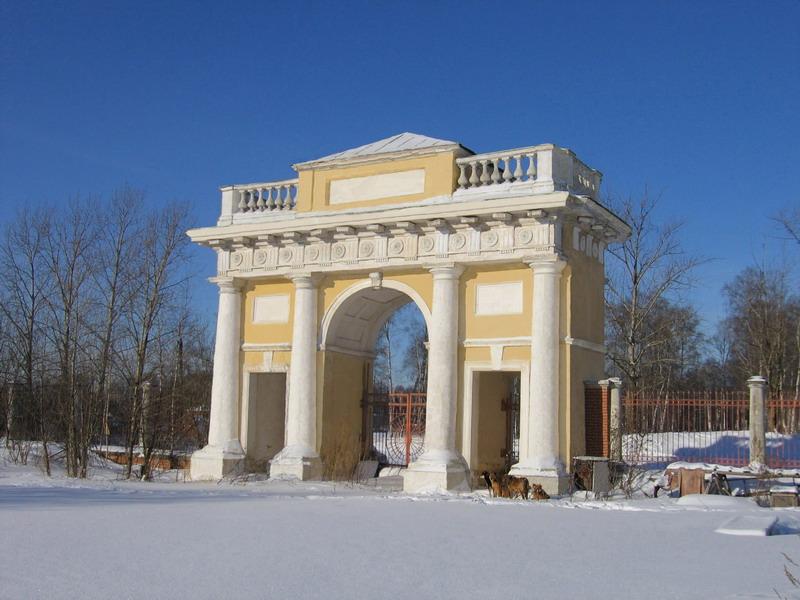
Ворота на въезде в усадьбу

К историко-архитектурному комплексу усадьбы и деревни Гребнево относятся следующие строения:
- Главный усадебный дом (1780—90 гг.)
- Храм Гребневской иконы Божьей Матери (1791 г.)
- Парадные въездные ворота (триумфальная арка, 1821 г.)
- Церковь Николая Чудотворца (Никольская церковь, 1823 г.)
- Восточный флигель (1780—90 гг.)
- Западный флигель (1780—90 гг.)
- Каретный двор (XIX век)
- Конюшня (XIX век)
- Скотный двор (XIX век)
- Усадебная ограда (сер. XVIII в.)
- «Голицынская» больница (1830—32 гг.) в деревне Новая слобода

## Храмы Гребнево
При усадьбе были возведены два храма, дошедшие до наших дней, в отличие от усадьбы, в практически не тронутом советской эпохой виде.
При Гавриле Ильиче Бибикове в Гребнево строится каменная церковь, которая была освящена в 1791 году во имя Гребневской иконы Божией Матери, по преданию поднесённой Дмитрию Донскому казаками после Куликовской битвы. Храм с необычным для России навершием в виде фигуры архангела, держащего крест, на куполе, построен «тщанием» генерала и двадцати крестьян, чьи имена высечены на сохранившейся и сегодня бронзовой храмовой доске. В 1991 году было торжественно отпраздновано 200-летие этого храма и издана книга, посвящённая истории храма.
В начале 1817 года князь Сергей Михайлович Голицын привлек к строительству в Гребневе архитектора Ольделли, а позднее — архитектора Н. И. Дерюгина. Заключительными акцентами при создании усадьбы стало возведение парадных въездных ворот (1821) и ампирного Никольского храма (освящён в 1823 год)

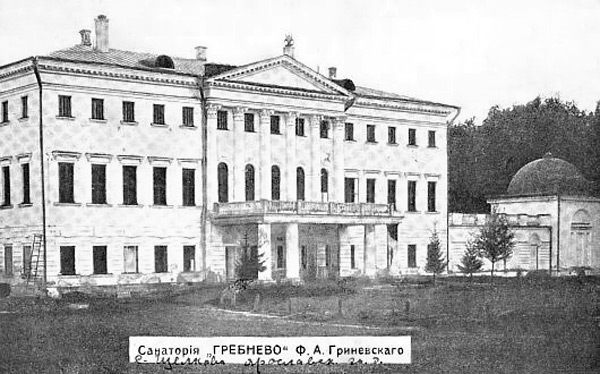
Главный усадебный дом до революции
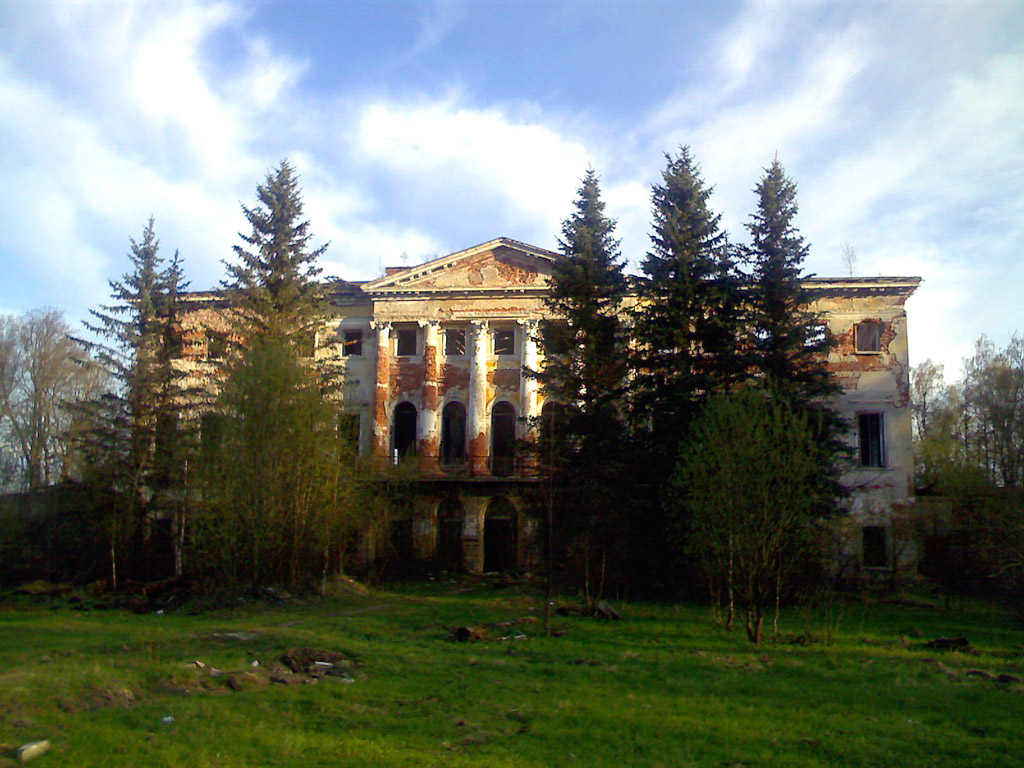
Северный фасад дворца (фото 2007 г.)
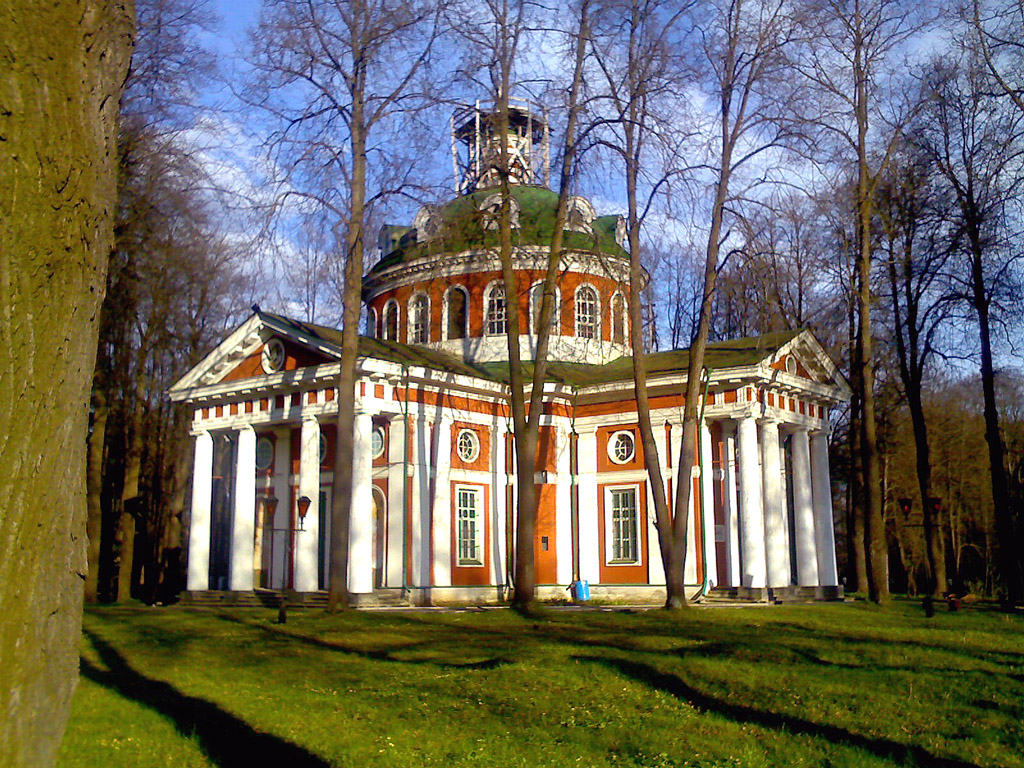
Церковь Гребневской Богоматери (1791)
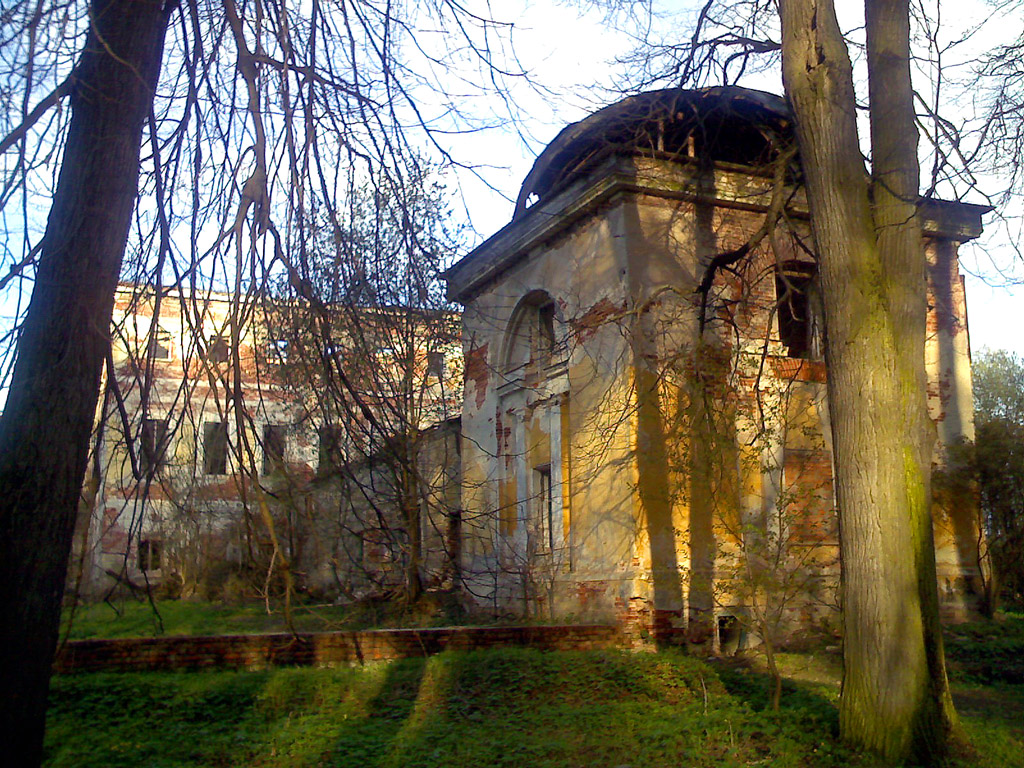
Западный павильон

## Памятник эпохи Просвещения
В правление Екатерины II усадьба получила известность как один из очагов Русского Просвещения. Здесь бывали такие крупные фигуры русской словесности, как Г. Р. Державин, В. А. Жуковский, И. Ф. Богданович, А. Н. Радищев, М. М. Херасков, Н. И. Новиков.
Г. Р. Державин, в своём стихотворении «Ключ», посвящённом М. М. Хераскову, который подолгу проводил летние месяцы в усадьбе, упоминает поэтическую достопримечательность Гребнево — студёный ключ, некогда бивший в усадебном парке:

* * *

Да честь твоя пройдёт все грады,

Как эхо с гор сквозь лес дремуч:

Творца бессмертной «Россиады»,

Священный Гребеневский ключ,

Поил водой ты стихотворства.

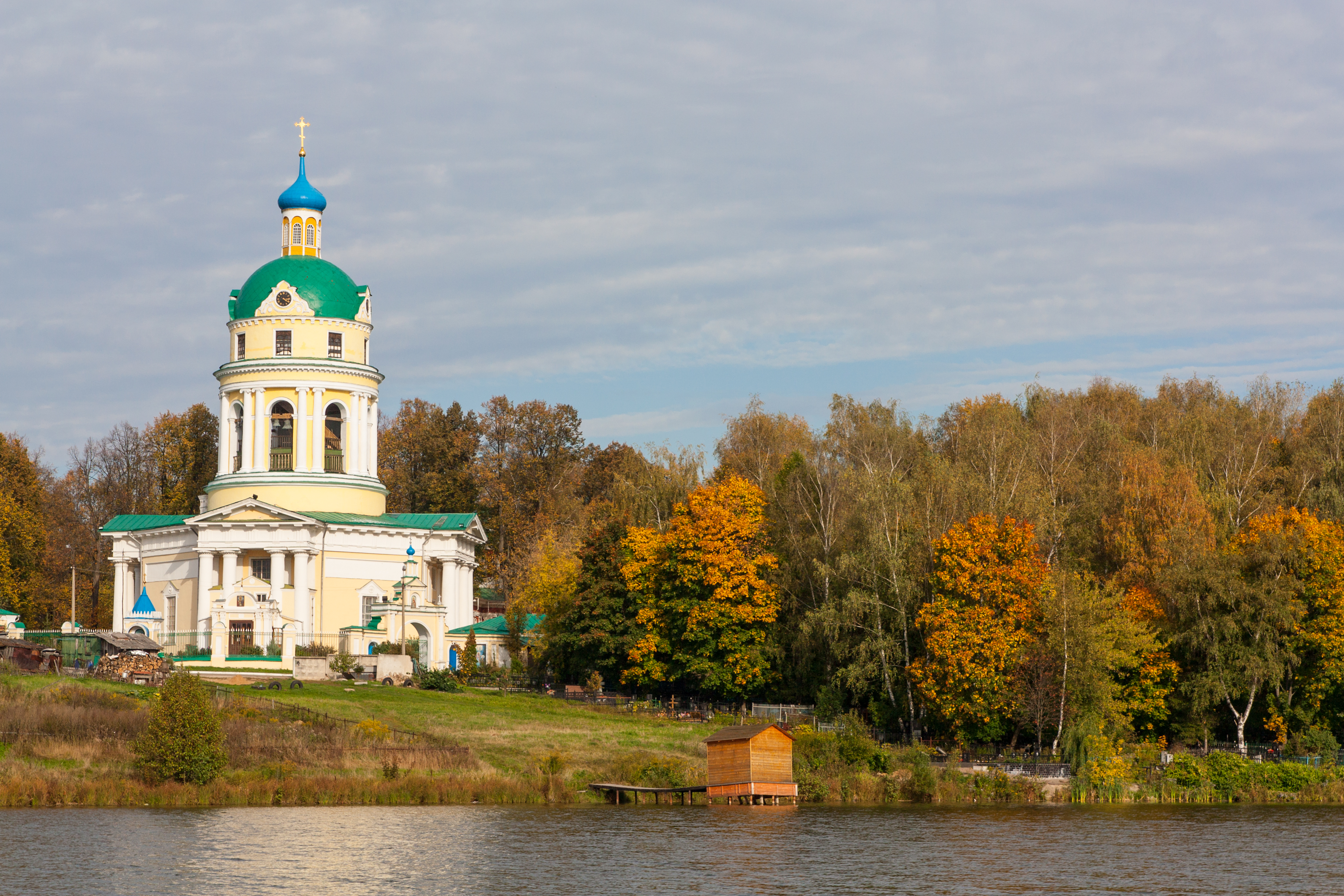
Никольская церковь, одна из самых поздних построек в составе усадебного комплекса

Именно в Гребнево М. М. Херасков завершил своё самое знаменитое произведение — эпическую стихотворную поэму «Россиада», посвящённую победоносному взятию Казани Иваном Грозным.

## В XXI веке

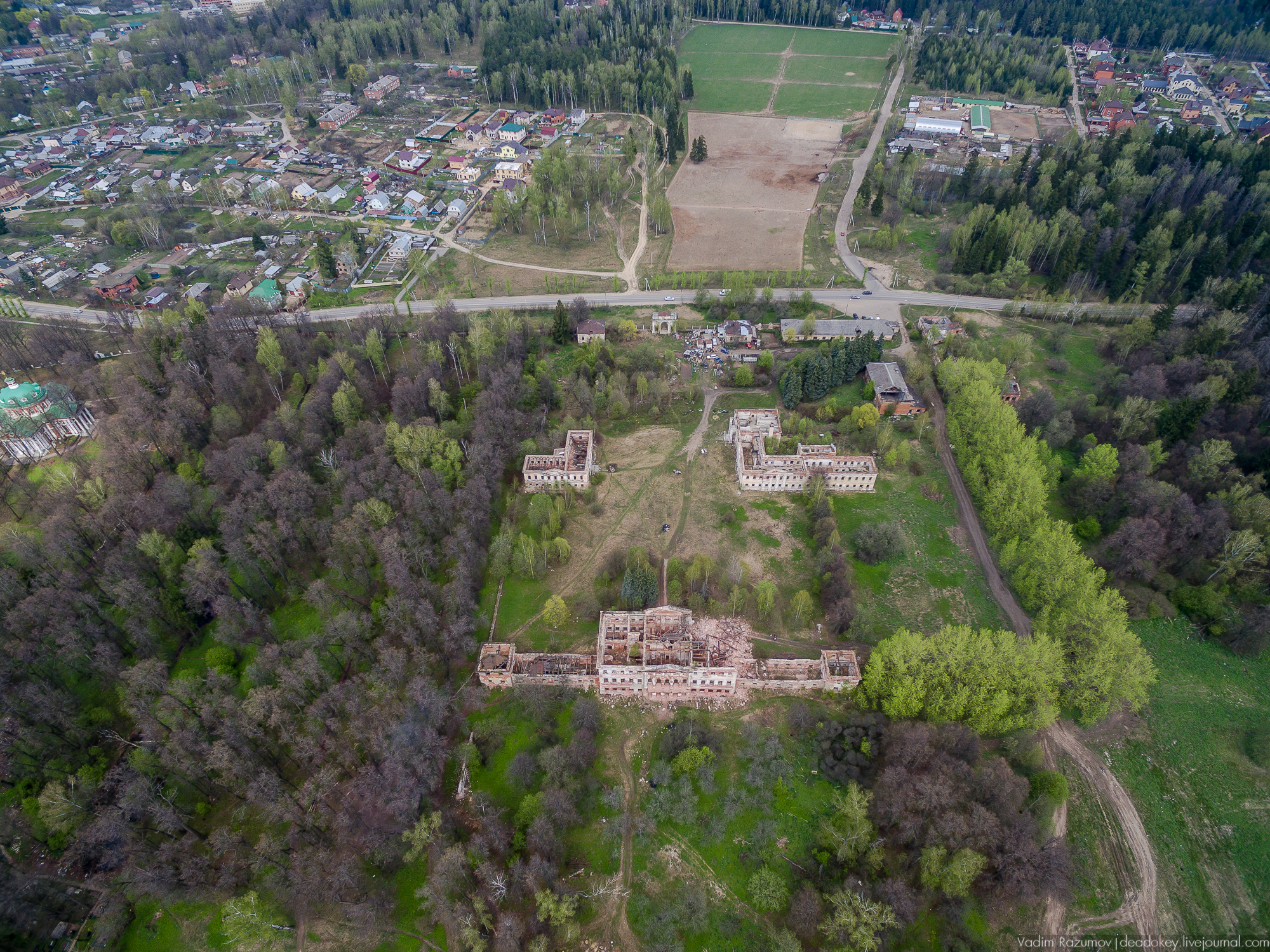
Состояние усадьбы в 2016 году (аэрофотосъёмка)

По состоянию на конец 2006 года памятник архитектуры и истории федерального значения продолжает пребывать в заброшенном состоянии и медленно разрушается. Наиболее плачевно выглядят дворец, здание каретного двора и конюшен. 17 апреля 2007 года в усадьбе произошёл новый пожар, в результате которого огнём была практически полностью уничтожена кровля восточного флигеля. В июле 2013 года пожары повторились. По состоянию на август 2013 года усадьба Гребнево фактически была заброшена, её дальнейшая судьба находилась под вопросом.
В 2014 году Гребнево, находящееся в собственности Московской области, было выставлено на аукцион и стало девятой усадьбой, сданной в аренду по льготной системе (31 243 рубля в год) в рамках губернаторской программы «Усадьбы Подмосковья».
Меры по спасению памятника не принимались. В начале мая 2016 года обрушились два этажа фасада главного дома (в том месте, где находился двусветный бальный зал). После этого Правительство Московской области обратилось в Минкультуры РФ с предложением передать памятник федерального значения усадьбу «Гребнево» в региональную собственность.
Ландшафтный парк вокруг усадьбы является охранной зоной, тем не менее администрация сельского поселения выдала разрешения на строительство на этой территории.

В мае 2018 года усадьба была приобретена для реставрации предпринимателем Андреем Ковалёвым. За семь лет владелец обязан разработать проект реконструкции всего усадебного комплекса, утвердить его и реализовать. Аренда рассчитана на 49 лет, включая период реставрации. По информации на весну 2020 года, проект научной реставрации ещё готовится. 
Надеюсь, что в конце лета этого [2020] года приступим к восстановлению входной группы в усадьбу — арки, а также исторической постройки, где в будущем планирую разместить музей оружия и доспехов, коллекцию к которому уже собираю на специализированных аукционах во многих странах,
 — рассказал Андрей Ковалёв.
Помимо территории, относящейся к усадьбе, бизнесмен выкупил ряд земельных участков рядом с усадьбой:
Здесь будут рекреационные зоны, отели, глэмпинги и кемпинги, конюшня, музей карет, старых автомобилей и мотоциклов и ремесленный городок для мастеров, а также места для проведения лекций и мастер-классов. Многое из создаваемого не имеет аналогов в России.
.